# Аса од Јуде
Аса или Асија (хебр. אסא), син јудејског цара Абијама, је трећи краљ Јудиног краљевства, пети краљ из дома Давидова.

## Биографија
Јосиф Флавије је писао да је Аса био добар и богобојажљив човек. Бог га је заштитио: на пример, Прва књига дневника говори да када је краљ Етиопије са огромном војском кренуо у рат против Јудеје, Аса се помолио Богу, након чега су непријатељи били поражени, а краљ Јевреја се вратио у Јерусалим са огромним пленом, и у свему је био успешан .
Познати су и Асини греси. Када се у рату са Израиљем обратио за помоћ не Богу, него арамејском цару, пророк Ананија му је предвидео крај мирнодопског времена и неуспех у вођењу ратова; за „дрскост” Аса је човека Божијег ставио у тамницу . Сагрешио је и Аса у старости: када су му ноге отказале, није се уздао у Господа, него је тражио помоћ од исцелитеља .